# 平罗站
平罗站是位于宁夏回族自治区平罗县火车站镇的一个铁路车站，2004年至2013年曾称石嘴山站，建于1958年，有包兰铁路经过该站，现办理客货运业务，车站及其上下行区间均为电气化区段。车站距离包头站450公里，隶属兰州局集团银川车务段，是二等站。
目前本站只办理兰州局管内的7524/7526次旅客列车，往返银川和汝箕沟。